# چاهات خانا
چاهات خانا (به انگلیسی: Chahatt Khanna) (زاده ۲۸ ژوئیه ۱۹۸۶) بازیگر هندی است.
از کارهای معروف او می‌توان به بازی در فیلمی با نام فیلم اشاره کرد.